# Clarkia lewisii
Clarkia lewisii är en dunörtsväxtart som beskrevs av Peter Hamilton Raven och D.R. Parnell. Clarkia lewisii ingår i släktet clarkior, och familjen dunörtsväxter. Inga underarter finns listade i Catalogue of Life.